# Morette
Pour le lieu de mémoire de la Résistance haut-savoyarde, voir Site de Morette.
Morette est une commune française située dans le département de l'Isère, en région Auvergne-Rhône-Alpes.
Située dans la sud-Grésivaudan, entre la vallée de l'Isère et le plateau de Chambaran, la commune, située non loin de Tullins, est cependant adhérente à la communauté de communes de  Saint-Marcellin Vercors Isère Communauté.
Ses habitants sont dénommés les Morettins.

## Géographie

### Situation et description
Morette est un petit village de moins de 500 habitants, à vocation essentiellement rurale, situé dans la partie centrale du département de l'Isère et plus précisément dans la vallée du Sud-Grésivaudan, au sud de Tullins. Le bourg se positionne plus particulièrement au sud-est du plateau de Chambaran.
La commune est située (à vol d'oiseau) à 25 km de Grenoble, préfecture du département de l'Isère, à 71 km de Lyon, préfecture de la région Auvergne-Rhône-Alpes, à 457 km de Paris et à 221 km de Marseille.

### Climat
Pour des articles plus généraux, voir Climat d'Auvergne-Rhône-Alpes et Climat de l'Isère.
En 2010, le climat de la commune est de type climat océanique altéré, selon une étude du Centre national de la recherche scientifique s'appuyant sur une série de données couvrant la période 1971-2000. En 2020, Météo-France publie une typologie des climats de la France métropolitaine dans laquelle la commune est exposée à un climat de montagne ou de marges de montagne et est dans la région climatique Alpes du nord, caractérisée par une pluviométrie annuelle de 1 200 à 1 500 mm, irrégulièrement répartie en été.
Pour la période 1971-2000, la température annuelle moyenne est de 11,2 °C, avec une amplitude thermique annuelle de 18 °C. Le cumul annuel moyen de précipitations est de 1 134 mm, avec 10,5 jours de précipitations en janvier et 6,9 jours en juillet. Pour la période 1991-2020, la température moyenne annuelle observée sur la station météorologique de Météo-France la plus proche, « Grenoble-Saint-Geoirs », sur la commune de Saint-Étienne-de-Saint-Geoirs à 10 km à vol d'oiseau, est de 11,5 °C et le cumul annuel moyen de précipitations est de 915,1 mm,. Pour l'avenir, les paramètres climatiques de la commune estimés pour 2050 selon différents scénarios d'émission de gaz à effet de serre sont consultables sur un site dédié publié par Météo-France en novembre 2022.

### Hydrographie
Il n'y a pas de cours d'eau notable sur le territoire de la commune.

### Voies de communications et transports

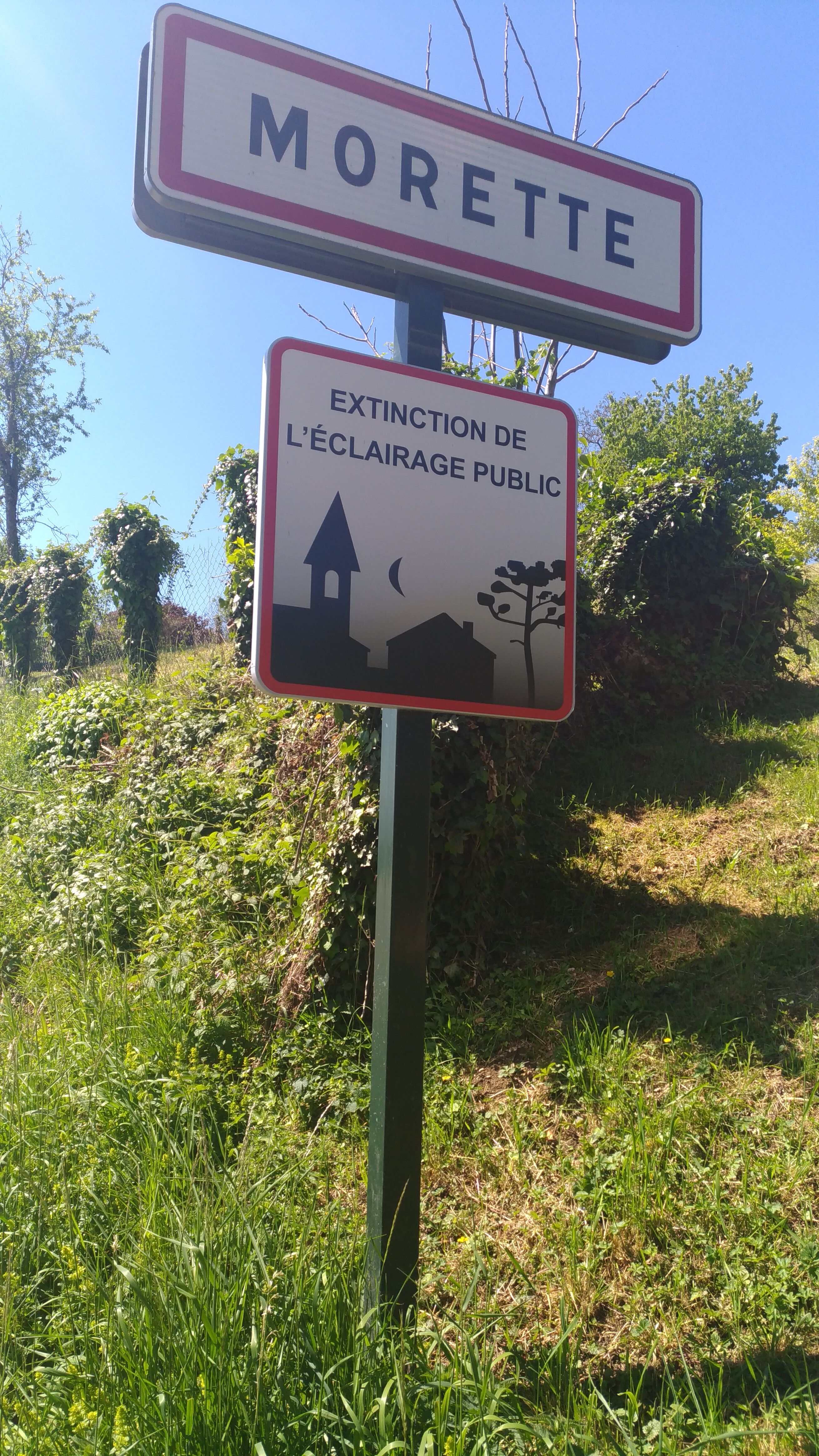
Panneau d'entrée du village de Morette

L’autoroute A49 qui traverse le territoire de la commune est la voie autoroutière la plus proche de Morette. Celle-ci relie Romans (et Valence) à Grenoble. Elle a été mise en service définitivement en 1992.
- 11 Tullins : Tullins, puis la RD 153.

La route départementale 153 (RD153) permet de relier le village de Morette au communes de Tullins, Cras, l'Albenc et Vinay. La RD154a permet de relier Morette aux communes de La Forteresse et Quincieu.
La gare ferroviaire la plus proche du village est la gare de Tullins-Fures.

## Urbanisme

### Typologie
Au 1er janvier 2024, Morette est catégorisée commune rurale à habitat dispersé, selon la nouvelle grille communale de densité à sept niveaux définie par l'Insee en 2022.
Elle est située hors unité urbaine. Par ailleurs la commune fait partie de l'aire d'attraction de Grenoble, dont elle est une commune de la couronne,. Cette aire, qui regroupe 204 communes, est catégorisée dans les aires de 700 000 habitants ou plus (hors Paris),.

### Occupation des sols
L'occupation des sols de la commune, telle qu'elle ressort de la base de données européenne d’occupation biophysique des sols Corine Land Cover (CLC), est marquée par l'importance des territoires agricoles (57,9 % en 2018), en diminution par rapport à 1990 (63,5 %). La répartition détaillée en 2018 est la suivante :
forêts (36,5 %), zones agricoles hétérogènes (25,3 %), cultures permanentes (24,3 %), prairies (8,3 %), zones urbanisées (5,6 %). L'évolution de l’occupation des sols de la commune et de ses infrastructures peut être observée sur les différentes représentations cartographiques du territoire : la carte de Cassini (XVIIIe siècle), la carte d'état-major (1820-1866) et les cartes ou photos aériennes de l'IGN pour la période actuelle (1950 à aujourd'hui).

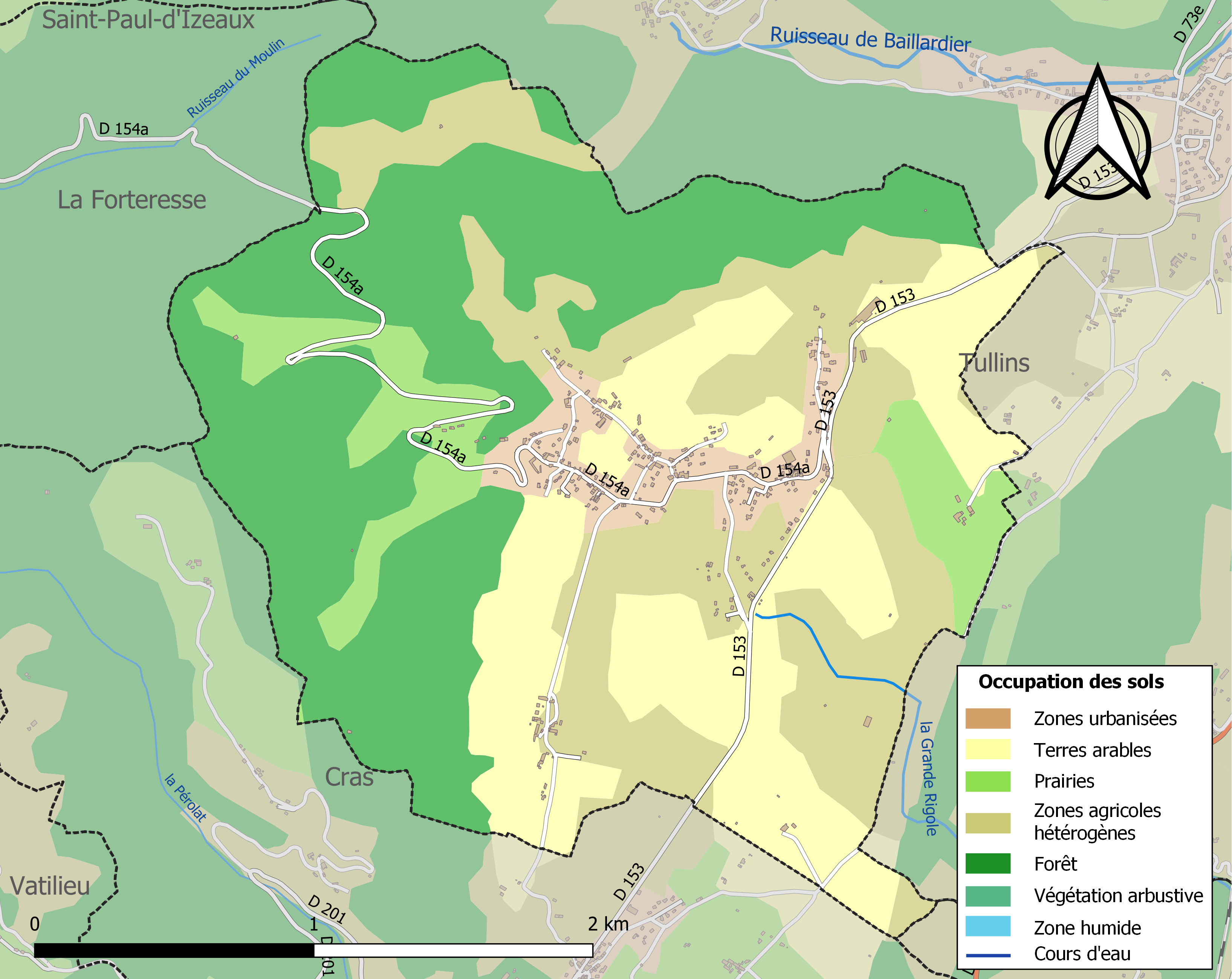
Carte des infrastructures et de l'occupation des sols de la commune en 2018 (CLC).

### Risques naturels et technologiques

#### Risques sismiques
L'ensemble du territoire de la commune de Morette est située en zone de sismicité no 3 (modérée), en limite de la zone no 4, située plus à l'est.
| Type de zone | Niveau            | Définitions (bâtiment à risque normal) |
| ------------ | ----------------- | -------------------------------------- |
| Zone 3       | Sismicité modérée | accélération = 1,1 m/s2                |

## Toponymie
Le nom de Morette vient probablement du latin "mora", signifiant repos.
Il est possible qu'un temple païen ait pu exister au sommet du village entre les sept collines[réf. nécessaire]. Ce temple devint une église au VIe siècle, qui fut reconstruite au VIIIe siècle.

## Histoire

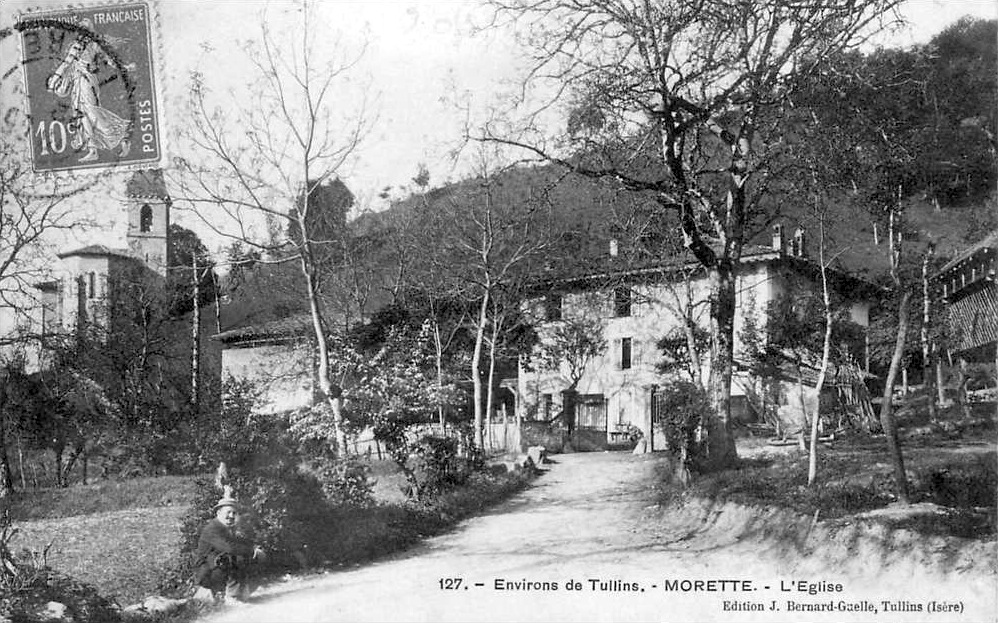
L'église au début du XXe siècle.

## Politique et administration

### Liste des maires
| Période                                  | Période  | Identité          | Étiquette | Qualité                                                                              |
| ---------------------------------------- | -------- | ----------------- | --------- | ------------------------------------------------------------------------------------ |
| Les données manquantes sont à compléter. |          |                   |           |                                                                                      |
| 1900                                     | 1912     | Theodore Rival    |           |                                                                                      |
| Les données manquantes sont à compléter. |          |                   |           |                                                                                      |
| 1919                                     | 1929     | Émile Rival       |           |                                                                                      |
| 1929                                     | 1983     | Joseph Garavel    | Rad.      | Agriculteur - Député (1946-1955) Conseiller général du Canton de Tullins (1945-1973) |
| 1983                                     | 1989     | M. Buisson ?      |           |                                                                                      |
| 1989                                     | 2014     | Georges Pelletier |           |                                                                                      |
| 2014                                     | 2020     | Aude Picard-Wolff | SE        | Professeure des écoles                                                               |
| 2020                                     | En cours | Franck Doriol     |           |                                                                                      |

## Population et société

### Démographie
L'évolution du nombre d'habitants est connue à travers les recensements de la population effectués dans la commune depuis 1793. Pour les communes de moins de 10 000 habitants, une enquête de recensement portant sur toute la population est réalisée tous les cinq ans, les populations de référence des années intermédiaires étant quant à elles estimées par interpolation ou extrapolation. Pour la commune, le premier recensement exhaustif entrant dans le cadre du nouveau dispositif a été réalisé en 2005.

En 2022, la commune comptait 360 habitants, en évolution de −14,29 % par rapport à 2016 (Isère : +3,07 %, France hors Mayotte : +2,11 %).
| 1793 | 1800 | 1806 | 1821 | 1831 | 1836 | 1841 | 1846 | 1851 |
| ---- | ---- | ---- | ---- | ---- | ---- | ---- | ---- | ---- |
| 389  | 398  | 457  | 452  | 498  | 517  | 490  | 527  | 528  |

| 1856 | 1861 | 1866 | 1872 | 1876 | 1881 | 1886 | 1891 | 1896 |
| ---- | ---- | ---- | ---- | ---- | ---- | ---- | ---- | ---- |
| 463  | 460  | 432  | 422  | 415  | 422  | 400  | 422  | 406  |

| 1901 | 1906 | 1911 | 1921 | 1926 | 1931 | 1936 | 1946 | 1954 |
| ---- | ---- | ---- | ---- | ---- | ---- | ---- | ---- | ---- |
| 402  | 403  | 326  | 232  | 234  | 239  | 242  | 204  | 218  |

| 1962 | 1968 | 1975 | 1982 | 1990 | 1999 | 2005 | 2006 | 2010 |
| ---- | ---- | ---- | ---- | ---- | ---- | ---- | ---- | ---- |
| 220  | 218  | 252  | 288  | 322  | 361  | 390  | 393  | 386  |

| 2015 | 2020 | 2022 | - | - | - | - | - | - |
| ---- | ---- | ---- | - | - | - | - | - | - |
| 415  | 373  | 360  | - | - | - | - | - | - |

### Enseignement
La commune est rattachée à l'académie de Grenoble.

### Médias
Historiquement, le quotidien à grand tirage Le Dauphiné libéré consacre, chaque jour, y compris le dimanche, dans son édition du Sud Grésivaudan, un ou plusieurs articles à l'actualité de la communauté de communes du canton et quelquefois de la commune, ainsi que des informations sur les éventuelles manifestations locales, les travaux routiers, et autres événements divers à caractère local.

## Culture locale et patrimoine

### Galerie

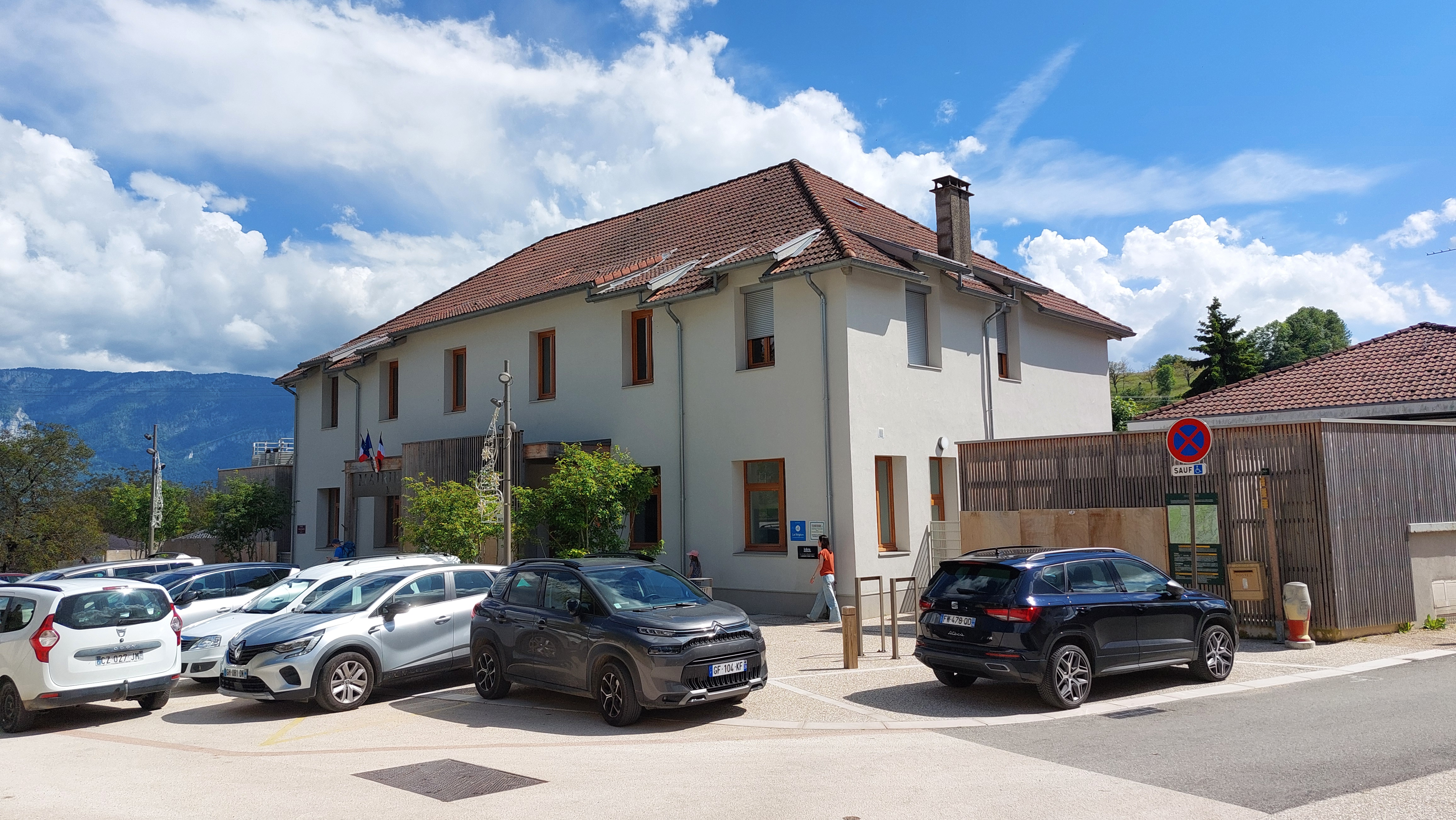
Mairie de Morette
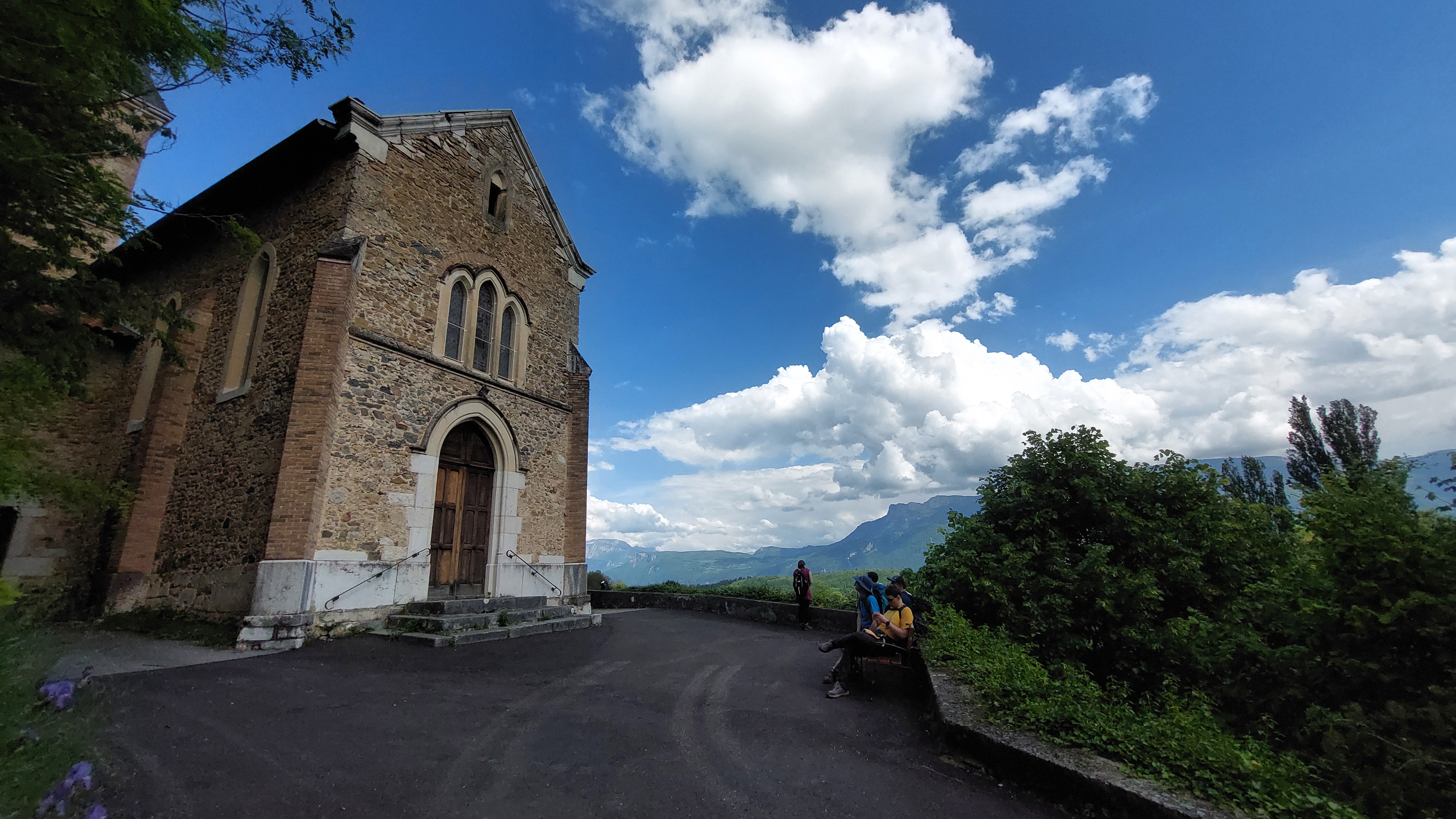
Église Saint-Julien de Morette
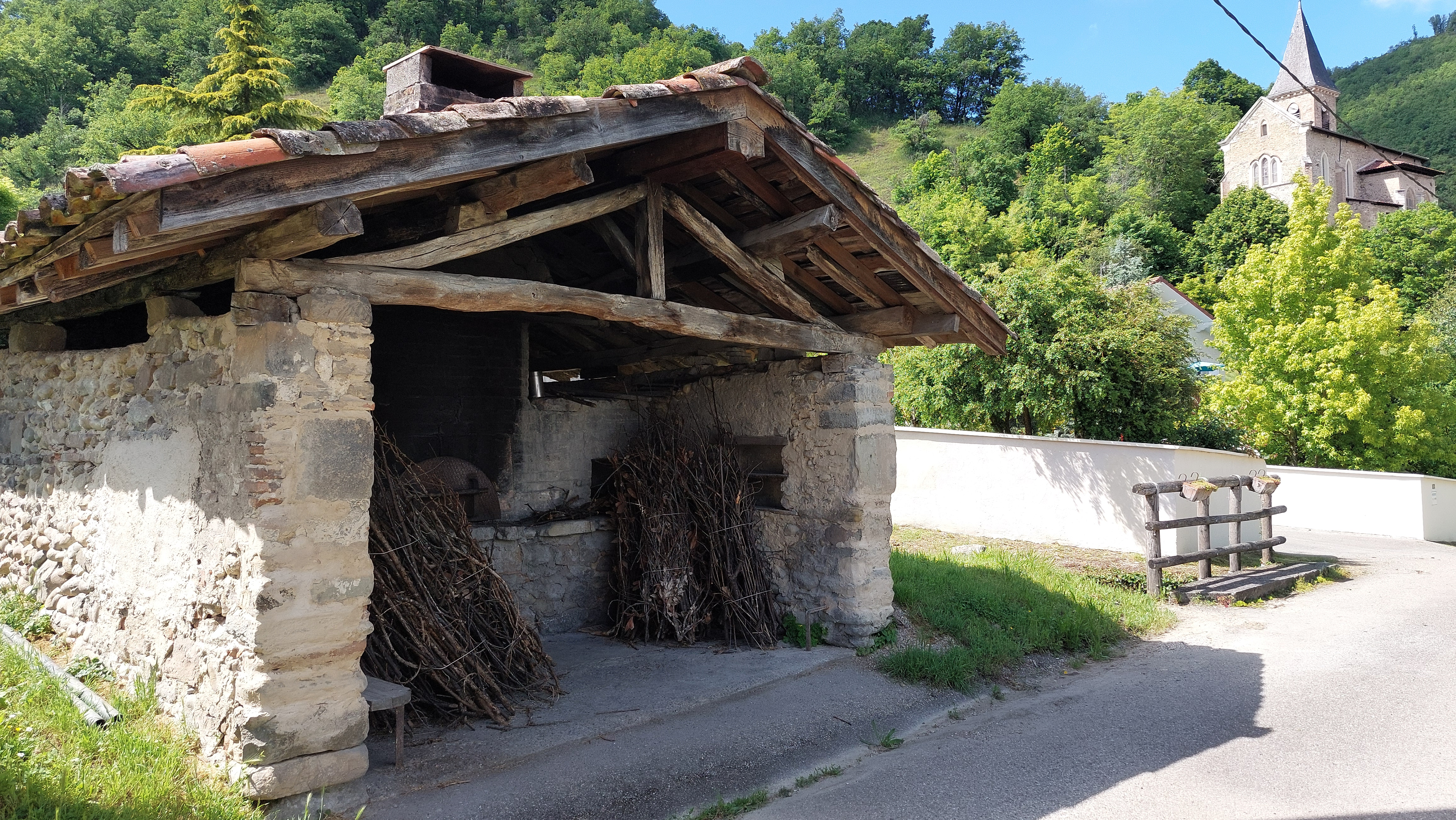
Four banal
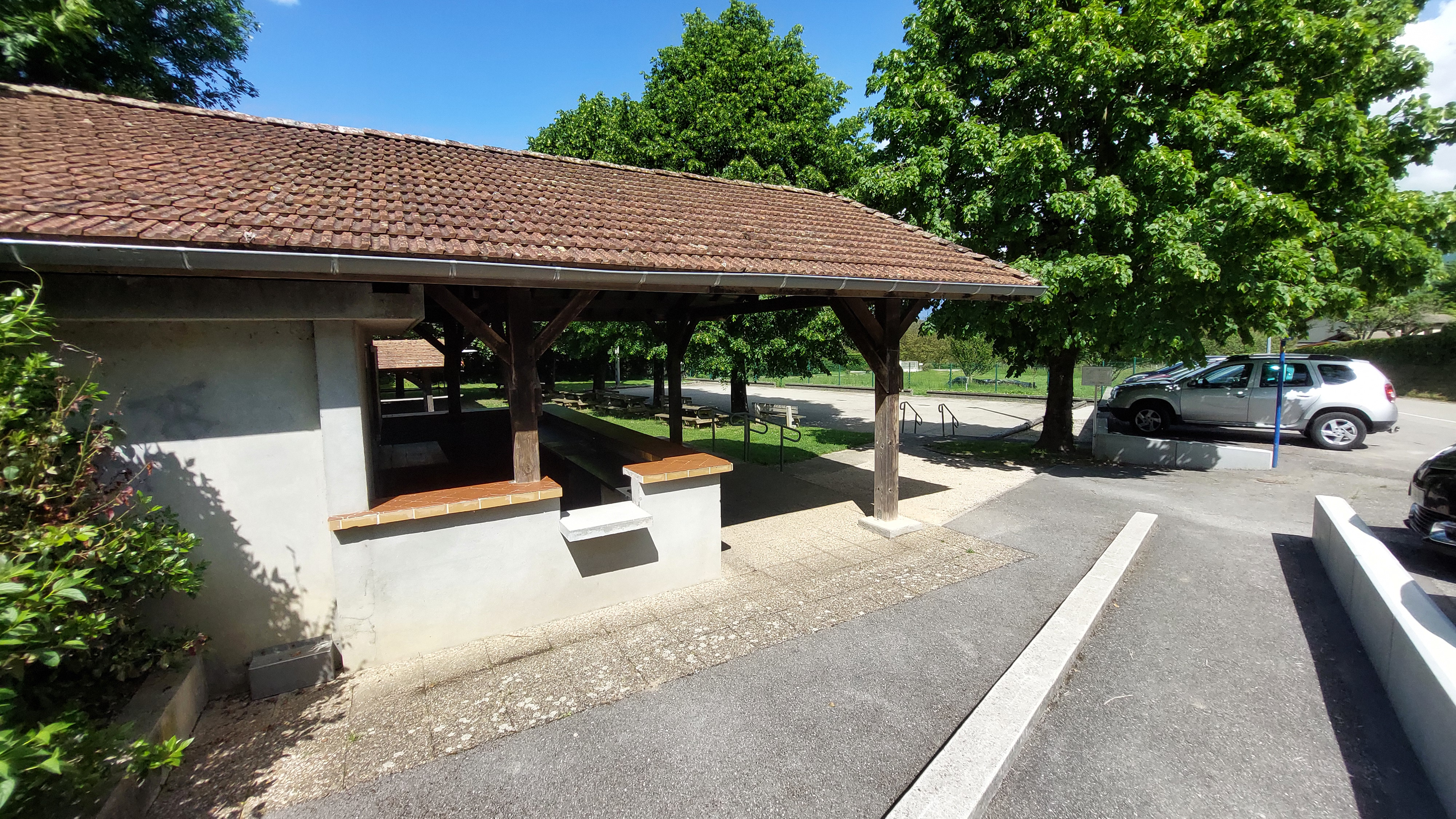
Boulodrome Martial Perrot-Berton
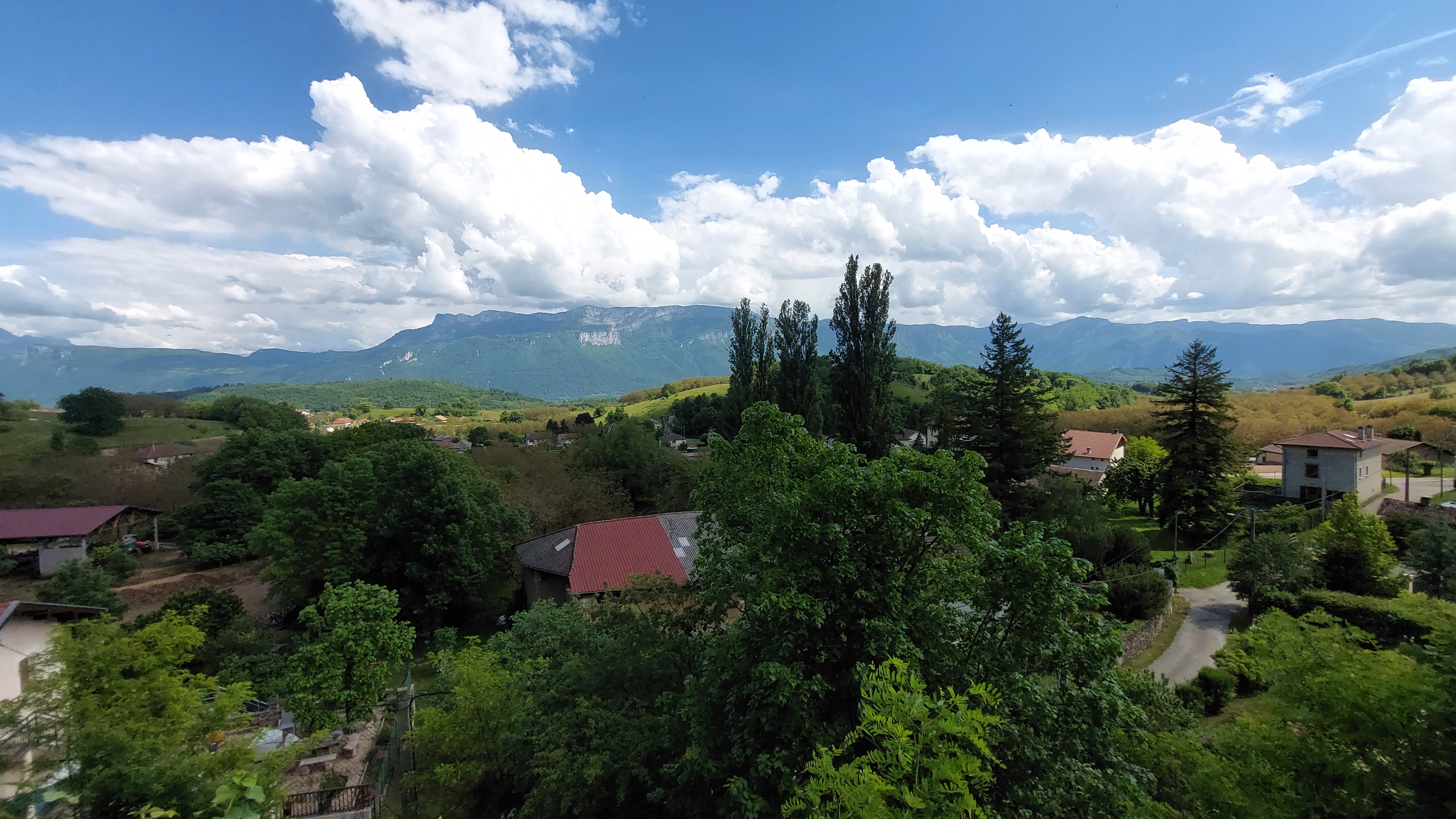
Morette depuis son église

### Lieux et monuments
L'église paroissiale Saint-Julien a été construite en 1869.

### Personnalités liées à la commune
Joseph Garavel (1892 à Morette - 1984) député, maire et conseiller général.

### Héraldique
|  | Morette possède des armoiries dont l'origine et le blasonnement exact ne sont pas disponibles. |